# Schiller János (építész)
Schiller János (1859–1907) soproni építőmester, a késői historizmus egyik legjelentősebb építésze.
Nem Sopronban született; csak 1890 körül költözött oda, és bámulatosan termékeny alkotónak bizonyult. Építészként szerzett jövedelméből megvásárolta Sopron egyetlen bútorgyárát, de gyár a tömeges osztrák bútorimport miatt 1903-ban tönkrement.

## Munkássága
- Ortodox zsinagóga (Sopron), 1891;
- Számos neobarokk stílusú ház, illetve villa Sopronban – egyebek közt ő volt a Lövérekben kialakított, nevezetes Villa sor (190?) házainak egyik tervezője (Scharmar János, Bernard Vencel és Boór Károly mellett):
  - Flóra-villa;
- Hattyús ház (Sopron), Pócsi utca 2.
- saját lakóháza (Sopron, Erzsébet u. 1.)
- Sopron, Városliget 18.
- Petőháza, Szentháromság templom (neoromán, neogótikus toronnyal, 1903–1904);
- Hegykői templom (1904).

## Emlékezete
- Grászli Bernadett, 1999: Egy elfelejtett építőmester: Schiller János. Magyar építőipar 7-8. 183–184.
- Kubinszky Mihály, 1999: Schiller János-emlékkiállítás Sopron, 1999. április 29 – május 16. Műemlékvédelem 43/4, 236–237.
- Grászli Bernadett, 2000: Schiller János és a soproni vármegyeháza 1898-as átalakítása. Soproni Szemle 54/2, 134–136.
- n.n., 2000: Schiller János emlékkiállítás. Egy kiállítás margójára. Soproni Szemle 54/2, 175–176.
- Grászli Bernadett: Schiller János soproni építőmester munkássága: előadás a Városok és Műhelyek a századfordulón – Kutatás és hasznosítás nemzetközi konferencián (Budapest, 2000 október 19–20.)